# Солин, Лев Львович
Лев Львович Солин (настоящее имя — Соломон Львович Каганович; 21 мая 1923, Киев, Украинская ССР, СССР — 28 сентября 2008, Москва, Россия) — советский и российский композитор. Заслуженный деятель искусств РСФСР (1988).

## Биография
Родился 21 мая 1923 года в Киеве.
В 1947 году окончил Московскую консерваторию по классу фортепиано А. Б. Гольденвейзера.
В 1958 году окончил Институт имени Гнесиных по классу композиции А. И. Хачатуряна.
В 1948—1958 годах работал преподавателем Музыкального училища при Московской консерватории.
Написал музыку к различным фильмам и мультфильмам, а также к балетам, опереттам и поэмам.
Умер 28 сентября 2008 года в Москве. Похоронен на Востряковском кладбище.

## Творчество

### Фильмография
- 1958 — Слово имеют куклы (анимационный)
- 1958 — Старик и Журавль (анимационный)
- 1959 — Город на заре (фильм-спектакль)
- 1959 — История Власа — лентяя и лоботряса (анимационный)
- 1959 — С. Маршак (документальный)
- 1961 — Ключ (анимационный)
- 1963 — Эх, дороги! (11-й выпуск киножурнала «Фитиль») (короткометражный)
- 1964 — Москва — Генуя
- 1965 — Сколько лет, сколько зим!
- 1967 — Тысяча окон
- 1970 — Чёрное солнце
- 1972 — Академик Тамм (документальный)
- 1972 — Западня (фильм-спектакль)
- 1972 — Необыкновенный концерт (фильм-спектакль)
- 1972 — Хроника ночи
- 1973 — Иркутская история (фильм-спектакль)
- 1973 — Рождество в доме синьора Купьелло (фильм-спектакль)
- 1976 — Дамы и гусары (фильм-спектакль)
- 1977 — Мистер-Твистер (фильм-спектакль)
- 1977 — Оптимистическая трагедия (фильм-спектакль)
- 1977 — Петрушка — иностранец (фильм-спектакль)
- 1977 — Человек с ружьём (фильм-спектакль)
- 1978 — Плата за истину (фильм-спектакль)
- 1980 — Антоний и Клеопатра (фильм-спектакль)
- 1981 — Леший (фильм-спектакль)
- 1983 — Старые мастера (документальный)
- 1984 — Повести Белкина. Метель (фильм-спектакль)
- 1986 — Твой брат — мой брат
- 1987 — Тринадцатый председатель (фильм-спектакль)

### Сочинения
- 1987 — Пенелопа
- 1956 — Вальс
- 1956 — Гавот
- 1956 — Интермеццо
- 1956 — Юмористическая полька
- 1958 — Симфонические вариации
- 1974 — Восстание
- 1979 — Сюита из музыки к трагедии Уильяма Шекспира
- 1980 — Театральный альбом
- 1983 — Фортепианный квинтет
- 1955 — Сонатина
- 1972 — Пять баллад на слова Бертольда Брехта
- 1979 — Песня Мэри
- 1984 — Цветок (на слова Александра Пушкина)
- 1954 — Москва праздничная (на слова Сергея Васильева)
- 1975 — Коршун (на слова Александра Блока)
- 1954 — Песни о Степане Разине (на слова Александра Пушкина)
- 1985 — Степан Разин
- 1954 — Пионеры едут в лагеря (на слова Георгия Рублёва)
- 1954 — Посадка леса (на слова Самуила Маршака)
- 1955 — Четыре хора на слова Алексадра Прокофьева
- 1957 — Ленин (на слова Марка Лисянского, Веры Инбер, Назыма Хикмета)
- 1958 — Пляска (на слова Михаила Лапирова)
- 1970 — Путь родной (на слова Афанасия Фета)
- 1977 — Милая, да моя хорошая
- 1977 — Взойдет солнце
- 1985 — Мчатся тучи (на слова Александра Пушкина)
- 1954 — Горя бояться — счастья не видать
- 1956 — Шестой этаж
- 1957 — Город на заре
- 1959 — Иркутская история
- 1965 — Дион
- 1965 — Западня
- 1968 — Дети солнца
- 1970 — Человек с ружьём
- 1971 — Антоний и Клеопатра
- 1975 — Фронт
- 1977 — Ожидание
- 1979 — Леший
- 1961 — Мистер-Твистер
- 1961 — Петрушка-иностранец
- 1964 — И-го-го
- 1974 — Говорит и показывает ГЦТК
- 1979 — Какой счет
- 1963 — Горе от ума
- 1965 — Рождество в доме синьора Купьелло
- 1967 — Оптимистическая трагедия
- 1977 — Экзамены никогда не кончаются
- 1978 — Мужья Антонины
- 1978 — Всё будет хорошо
- 1984 — Метель
- 1986 — Плоды просвещения

## Награды
- 1988 — Заслуженный деятель искусств РСФСР
- 2003 — Орден Почёта